# Palácio Araguaia
O Palácio Araguaia Governador José Wilson Siqueira Campos projetado pelos arquitetos Maria Luci da Costa e  Ernani Vilela é a sede do governo do estado brasileiro do Tocantins. Está localizado na cidade de Palmas, capital do estado.

## História
Foi inaugurada no dia 9 de março de 1991. O palácio fica localizado na Praça dos Girassóis.
Sede do poder executivo estadual, o Palácio Araguaia é um marco de onde foram projetadas ruas e avenidas da capital. É localizado na Praça dos Girassóis, esta situada no centro do plano diretor e ocupa uma área útil de 14 mil metros quadrados, considerada a maior praça pública da América e segunda maior do globo. Imponente, com quatro pavimentos, sendo um subsolo. Seus arcos são uma referência histórica à Igreja de Nossa Senhora do Rosário dos Pretos, em Natividade. De arquitetura arrojada, o Palácio Araguaia é o principal cartão postal de Palmas, e acompanha o projeto de modernidade da capital do Tocantins.